# Aleksandrs Jackēvičs
Aleksandrs Jackēvičs, in der Sowjetunion Alexander Wladimirowitsch Jazkewitsch, (russisch Александр Владимирович Яцкевич, * 25. März 1958 in Dobele, Lettische SSR) ist ein ehemaliger sowjetischer Judoka. Er war dreifacher Europameister im Mittelgewicht.

## Karriere
1975 war Jackēvičs Jugendeuropameister. 1976 siegte er zunächst bei den Junioreneuropameisterschaften und einen Monat später auch bei den Juniorenweltmeisterschaften. 1977 war er noch einmal Dritter der Junioreneuropameisterschaften.
Seinen ersten großen Erfolg in der Erwachsenenklasse feierte er bei den Europameisterschaften 1978 in Helsinki, als er nacheinander den Schweizer Jürg Röthlisberger, den Franzosen Jean-Pierre Tripet und Detlef Ultsch aus der DDR bezwang und Europameister wurde. Drei Monate später siegte er bei der Spartakiade in Budapest und im Herbst 1978 gewann er die Silbermedaille mit der sowjetischen Mannschaft bei den Teameuropameisterschaften, 1979 siegte die sowjetische Mannschaft. Im Finale der Europameisterschaften 1980 in Wien besiegte Jackēvičs den Österreicher Peter Seisenbacher. Beim olympischen Turnier 1980 in Moskau gewann er seine ersten drei Kämpfe, verlor aber im Halbfinale gegen Jürg Röthlisberger. Nach seinem Sieg über den Schweden Bertil Ström erhielt er die Bronzemedaille.
1982 gewann er bei den Europameisterschaften in Rostock durch einen Finalsieg über den Italiener Mario Vecchi seinen dritten Titel. Im Herbst 1982 erhielt er noch einmal Silber bei den Teameuropameisterschaften. Sein letztes internationales Turnier gewann er 1984 in Tiflis.
1980, 1982 und 1984 war der für Dinamo Riga antretende, 1,84 m große Aleksandrs Jackēvičs sowjetischer Meister. Nach seiner Karriere war er als Judotrainer in verschiedenen Ländern aktiv, mehrere Jahre betreute er das belgische Damenteam. Später war er ehrenamtlich im lettischen Judoverband tätig.